# Sin filtros
Sin Filtros es un programa de televisión chileno de análisis y debate político. Se estrenó en enero de 2021 con la conducción de Iván Guerrero Mena. Desde la segunda temporada su conductor es el periodista Gonzalo Feito. 
Originalmente, el programa fue creado como un espacio de debate político, social y de contingencia para dar a conocer a los candidatos a la Convención Constitucional. Con el tiempo el programa fue derivando a diversos temas contingentes, en los que han participado destacadas figuras políticas de Chile como senadores, diputados, exministros, académicos, entre otros.
Con un elenco rotativo, Sin Filtros se sumerge en la actualidad con temas que van desde la delincuencia y fraudes hasta cuestiones político-contingentes. Igualmente, el programa ha recibido críticas por su fuerte dinámica de enfrentamiento cruzado, lo que llevó a suponer que el programa pasara por un momento de censura entre octubre y noviembre de 2023.
Aquel mismo año 2023 –precisamente en mayo– el diario La Cuarta realizó una votación para el premio «Copihue de Oro», el cual declaró ganador a Sin filtros en la categoría «programas de actualidad», donde resultó vencedor ante otros espacios como Mesa Central (Canal 13), Tolerancia Cero y Estado nacional (TVN). Asimismo, el programa ha protagonizado entrevistas a figuras de alto revuelo internacional como María Corina Machado.

## Historia
La primera emisión fue el 26 de enero de 2021 con la conducción del periodista Iván Guerrero y un panel estable compuesto principalmente por figuras como la politóloga Irina Karamanos, o los abogados Gabriel Alemparte, Javier Velasco y Francisco Orrego. Entre otros invitados relevantes se contó con Emilia Schneider, Teresa Marinovic, Antonia Orellana o Elisa Loncón.
La segunda temporada comenzó el martes 31 de mayo de 2022, con la conducción del periodista Gonzalo Feito. Una principal innovación fue el aumento de panelistas por cada mesa –subió de 3 a 4 por lado–, además de una escenografía y línea editorial más confrontacional entre los partidarios de las opciones «Apruebo» y «Rechazo» de cara al plebiscito constitucional de ese año, el cual tuvo como ganador a la última opción mencionada.
El 10 de abril de 2023 comenzó la tercera temporada, manteniéndose Feito como conductor. Durante aquel año, el principal hilo temático del programa fue el proceso constituyente en Chile de 2023 –liderado por esta vez por el Partido Republicano– y la crisis de seguridad pública. A fines de esa temporada, el programa atravesó una breve salida del aire y el proceso constitucional se cerró el 17 de diciembre tras la derrota republicana. Esa temporada culminó el día 12 de enero de 2024.
La cuarta temporada comenzó el 18 de marzo de 2024. Durante este periodo, los temas del programa fueron los procesos eleccionarios municipal y regional, casos de corrupción y fraude, o crisis de tipo regional como la del régimen de Nicolás Maduro. El 27 de agosto de ese año, el programa causó alta expectación cuando Juan Cristóbal Guarello encaró a Gabriel Alemparte debido a que este último calificó de «nazi» a un familiar en común de Guarello y su sobrina, la ahora ministra Antonia Orellana, quien participara en la primera temporada (2021).